# Мітчелл Вотт
Мітчелл Вотт  (англ. Mitch Watt, 25 березня 1988) — австралійський легкоатлет, олімпійський медаліст.

## Виступи на Олімпіадах
| Олімпіада   | Дисципліна        | Місце |
| ----------- | ----------------- | ----- |
| Лондон 2012 | стрибки у довжину | 2     |